# Đế quốc Áo

Biểu trưng hoàng gia của Đế quốc Áo với quốc huy ít hơn (được sử dụng cho đến năm 1915 thời Áo-Hung)

Biểu trưng hoàng gia của Đế quốc Áo với quốc huy vừa phải (được sử dụng cho đến năm 1915 thời Áo-Hung)

Cờ hiệu thương mại từ 1786 đến 1869 và cờ hiệu hải quân và cờ chiến từ 1786 đến 1915 (de jure, de facto cho đến năm 1918)

Đế quốc Áo (tiếng Đức: Kaisertum Österreich) là một cường quốc đa dân tộc ở Trung Âu tồn tại từ năm 1804 đến năm 1867. Trong suốt thời gian tồn tại, Đế quốc Áo là đế quốc đông dân thứ ba sau Đế quốc Nga và Vương quốc Anh ở Châu Âu. Cùng với Vương quốc Phổ, nó là một trong hai cường quốc lớn trong Liên minh các quốc gia nói tiếng Đức. Về mặt địa lý, đây là đế quốc lớn thứ ba ở châu Âu sau Đế quốc Nga và Đệ nhất Đế chế Pháp (621.538 km vuông; 239.977 dặm vuông). Được khai sinh để đáp lại sự ra đời của Đệ Nhất Đế chế Pháp, nó chồng chéo một phần với Đế chế La Mã Thần thánh cho đến khi đế chế này bị giải thể vào năm 1806.
Vương quốc Hungary – tồn tại như một vương quốc độc lập – được quản lý bởi các thể chế riêng của mình tách biệt với phần còn lại của đế chế. Sau khi Áo bị đánh bại trong Chiến tranh Áo-Phổ năm 1866, Thỏa hiệp Áo-Hung năm 1867 được thông qua, Vương quốc Hungary kết hợp với Đế quốc Áo thành Đế quốc Áo-Hung. Sau thất bại trong Chiến tranh thế giới thứ nhất, Đế quốc Áo-Hung đã bị giải thể và chia ra thành các quốc gia riêng biệt mới.

## Lịch sử

### Sự ra đời

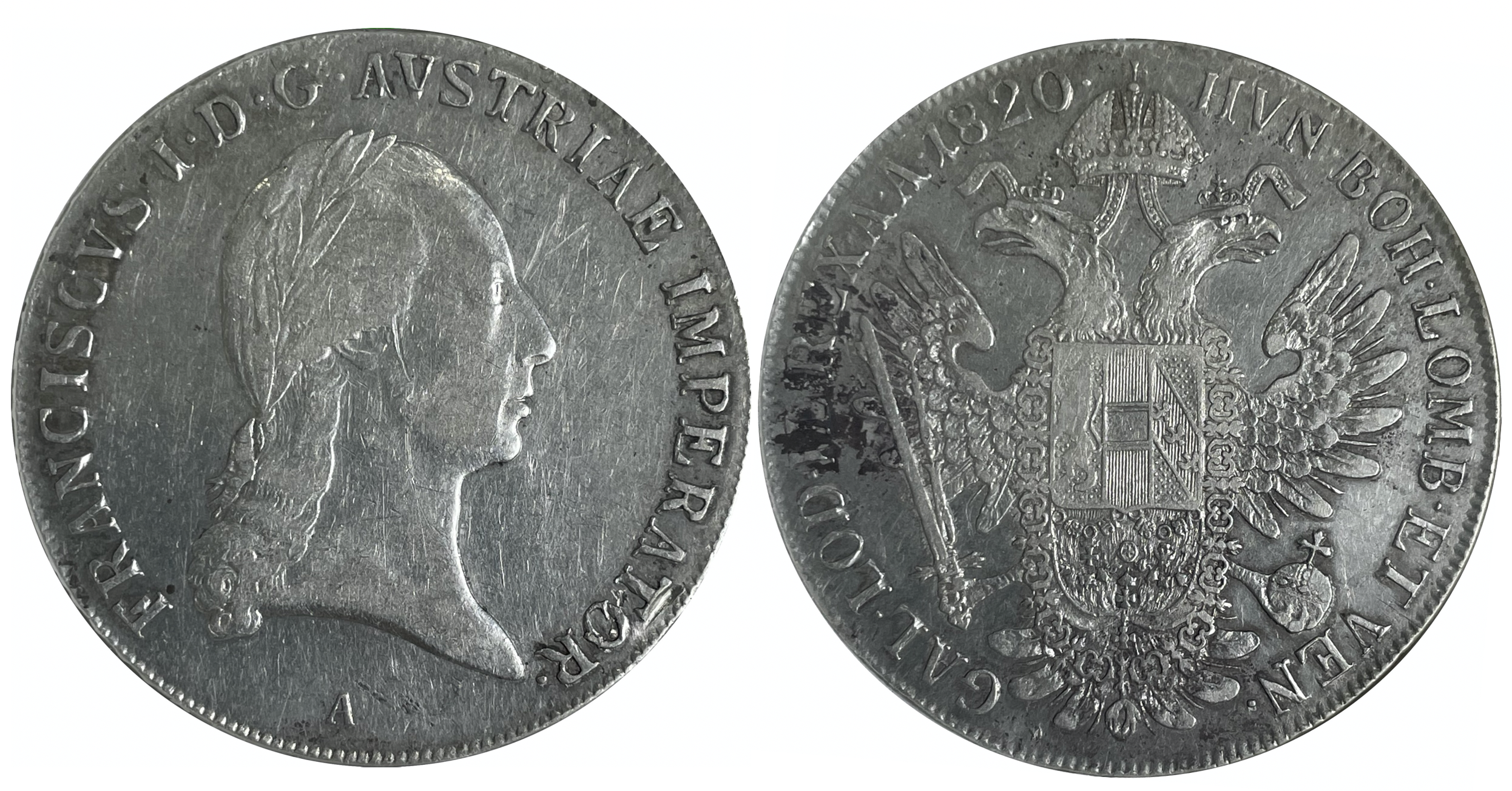
Xu bạc:1 thaler Đế quốc Áo, với chân dung Hoàng đế Franz I của Áo – 1820

Những thay đổi hình thành bản chất của Đế chế La Mã Thần thánh đã diễn ra trong các hội nghị ở Rastatt (1797–1799) và Regensburg (1801–1803). Vào ngày 24 tháng 3 năm 1803, Đế quốc Áo (tiếng Đức: Reichsdeputationshauptschluss) đã được khai sinh, làm giảm số lượng các quốc gia thuộc giáo hội từ 81 xuống còn 3 và các thành phố tự do từ 51 xuống 6. Dự luật này nhằm thay thế hiến pháp cũ của Thánh chế Đế quốc La Mã, nhưng hậu quả thực sự của dự luật là sự kết thúc của đế quốc La Mã Thần thánh. Với sự thay đổi đáng kể này, Hoàng đế Franz II đã tạo ra tước hiệu Hoàng đế Áo cho chính ông và những người kế vị của ông.
Năm 1804, Hoàng đế La Mã Thánh Franz II, cũng là người cai trị các vùng đất của chế độ quân chủ Habsburg đã thành lập Đế chế Áo gồm tất cả các vùng đất của ông. Khi làm như vậy, ông đã tạo ra một cấu trúc bao quát chính thức cho chế độ quân chủ Habsburg, vốn đã hoạt động như một chế độ quân chủ đa hợp trong khoảng ba trăm năm. Ông làm vậy bởi vì đã đoán trước sự cáo chung của Đế quốc La Mã Thần thánh hay sự lên ngôi Hoàng đế La Mã Thần thánh của Napoléon, người trước đó có danh hiệu Hoàng đế của người Pháp; Franz II cuối cùng đã từ bỏ danh hiệu Hoàng đế La Mã Đức từ sau năm 1806. Để bảo vệ địa vị hoàng gia của triều đại, ông đã ban hành thêm tước hiệu Hoàng đế Áo cha truyền con nối. Ngoài việc có tước hiệu "Kaiserthum" mới, các hoạt động của cấu trúc tổng thể và tình trạng của các vùng đất của nó ban đầu vẫn còn giống như lúc còn tồn tại dưới chế độ quân chủ đa hợp trước năm 1804.
Đặc biệt là trạng thái của Vương quốc Hungary, một quốc gia chưa bao giờ là một phần của Đế quốc La Mã Thần thánh và luôn được coi là một vương quốc riêng biệt – một trạng thái đã được khẳng định bởi Điều X, được bổ sung vào Hiến pháp năm 1790 của Hungary trong giai đoạn chế độ quân chủ đa hợp và mô tả nhà nước là một Regnum Independens (từ tiếng La tinh nghĩa là vương quốc độc lập). Các vấn đề của Hungary vẫn được quản lý bởi các tổ chức của riêng họ (Vua và Nghị viện) như trước đây. Do đó, không có tổ chức Hoàng gia nào tham gia vào chính phủ của nó.
Sự sụp đổ và giải thể của Đế chế La Mã Thánh được thúc đẩy bởi sự can thiệp của Pháp vào tháng 9 năm 1805. Ngày 20 tháng 10 năm 1805, một đội quân Áo do Tướng Karl Mack von Leiberich lãnh đạo đã bị quân Pháp đánh bại gần thị trấn Ulm. Chiến thắng của Pháp đã thu hút 20.000 binh sĩ Áo và nhiều khẩu pháo. Quân đội của Napoléon giành được một chiến thắng khác tại Austerlitz vào ngày 2 tháng 12 năm 1805. Franz bị buộc phải đàm phán với người Pháp từ ngày 4 đến ngày 6 tháng 12 năm 1805 và cuối cùng phải đình chiến vào ngày 6 tháng 12 năm 1805.
Những chiến thắng của Pháp đã khuyến khích những người cai trị một số vùng lãnh thổ thuộc đế quốc liên minh với người Pháp và tuyên bố độc lập với Đế quốc. Ngày 10 tháng 12 năm 1805, Maximilian IV Joseph, tuyển hầu tước và công tước Bayern tự xưng là vua. Kế tiếp là Công tước Württemberg Friedrich III cũng xưng vương vào ngày 11 tháng 12. Karl Friedrich, Phiên hầu tước Baden đã được trao danh hiệu Đại Công tước vào ngày 12 tháng 12. Các nước này đều trở thành đồng minh của Pháp. Hòa ước Pressburg giữa Pháp và Áo được ký tại Pressburg (ngày nay là Bratislava, Slovakia) vào ngày 26 tháng 12 đã mở rộng vòng ảnh hưởng của Napoleon vào các vùng đất của người Đức.
Franz II đã đồng ý với Hòa ước Pressburg đáng hổ thẹn (26 tháng 12 năm 1805), điều trên thực tế có nghĩa là sự giải thể Đế quốc La Mã Thần thánh lâu đời và sự cải tổ dưới ảnh hưởng của Napoleon ở các vùng lãnh thổ Đức bị mất trong quá trình trở thành một trạng thái tiền thân mà sau này trở thành nước Đức hiện đại, những lãnh thổ này trên danh nghĩa là một phần của Đế quốc La Mã Thần thánh trong biên giới hiện tại của Đức, cũng như các biện pháp khác làm suy yếu Áo và nhà Habsburg theo nhiều cách. Một số lãnh thổ của Áo ở Đức đã được chuyển cho các đồng minh của Pháp – vua Bayern, vua Württemberg và tuyển hầu tước Baden. Tuyên bố của Áo về những quốc gia Đức đã bị từ bỏ mà không có ngoại lệ.
Vào ngày 12 tháng 7 năm 1806, Liên minh sông Rhine được thành lập gồm 16 vương quốc và thành bang. Liên minh này, dưới ảnh hưởng của Pháp, đã chấm dứt Đế quốc La Mã Thánh. Vào ngày 6 tháng 8 năm 1806, ngay cả Franz cũng công nhận tình trạng mới và tuyên bố sự tan rã của Đế chế La Mã Thần thánh vì ông không muốn Napoleon thành công. Hành động này đã không được công nhận bởi George III của Vương quốc Anh cũng là Tuyển hầu tước xứ Hanover, người đã mất các vùng lãnh thổ Đức quanh Hanover vào tay Napoléon. Những tuyên bố của ông sau đó được giải quyết bằng việc tạo ra Vương quốc Hanover được thành lập bởi những người thừa kế vua George cho đến khi Victoria của Anh lên ngôi đã chia cắt các gia đình hoàng gia Anh và Hanover.

### Kỷ nguyên Metternich

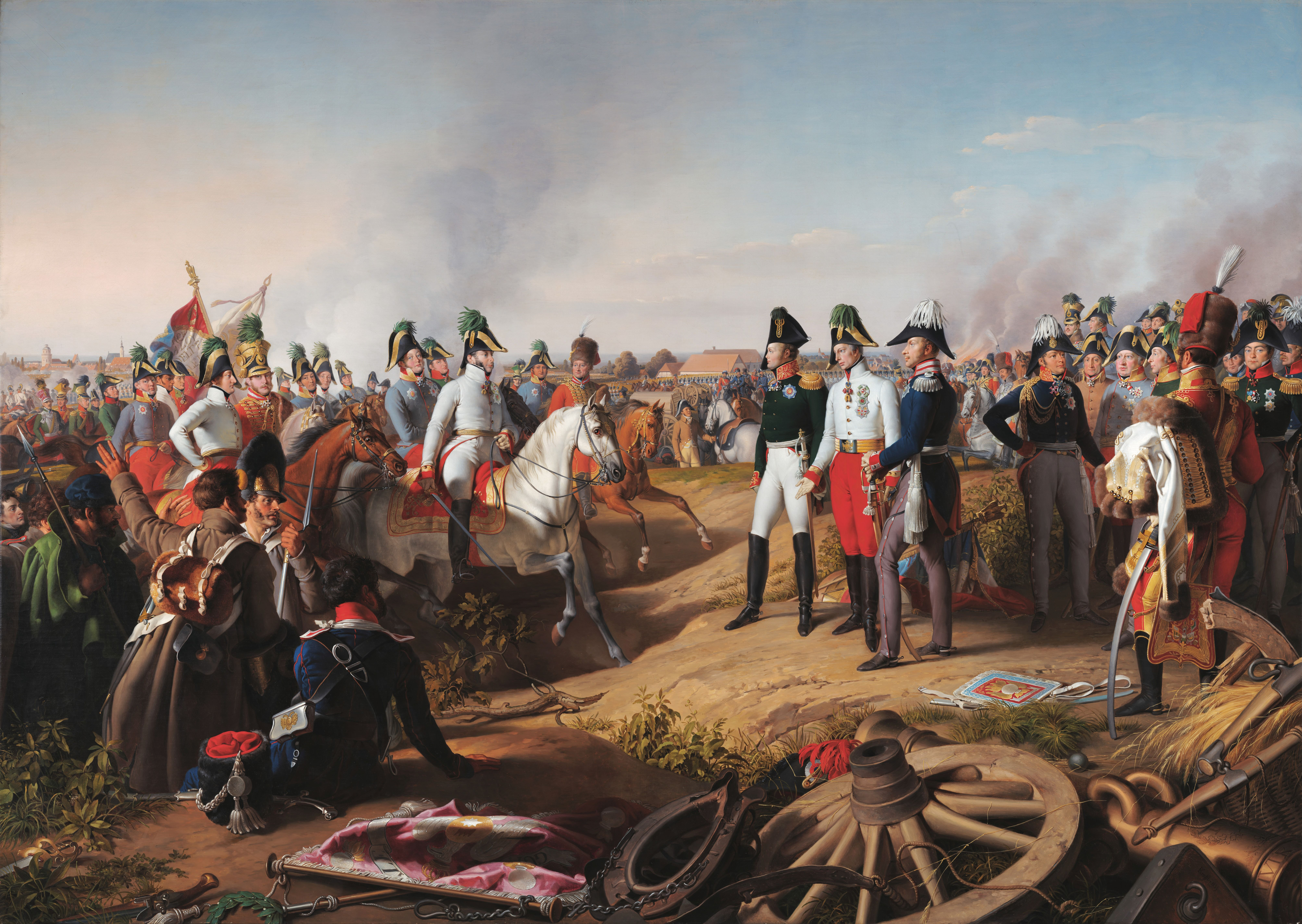
Karl von Schwarzenberg và các quốc vương của Áo, Phổ và Nga sau trận Leipzig, 1813

Klemens von Metternich trở thành Bộ trưởng Ngoại giao vào năm 1809. Ông cũng giữ chức vụ Chưởng ấn từ năm 1821 đến năm 1848 dưới thời cả Franz II và Ferdinand I. Giai đoạn 1815-1848 còn được gọi là "Kỷ nguyên Metternich". Trong thời kỳ này, Metternich kiểm soát chính sách đối ngoại của Vương triều Habsburg. Ông cũng có ảnh hưởng lớn trong nền chính trị châu Âu. Ông được biết đến với quan điểm và cách tiếp cận bảo thủ mạnh mẽ. Các chính sách của Metternich chống lại cách mạng và chủ nghĩa tự do một cách mạnh mẽ. Theo quan điểm của ông, chủ nghĩa tự do là một hình thức của cuộc cách mạng được hợp pháp hóa. Metternich tin rằng chế độ quân chủ chuyên chế là hệ thống chính quyền thích hợp duy nhất. Quan niệm này đã ảnh hưởng đến chính sách chống cách mạng của ông để đảm bảo sự tồn tại của chế độ quân chủ Habsburg ở châu Âu. Metternich là người thực hành chính sách ngoại giao cân bằng quyền lực. Chính sách đối ngoại của ông nhằm duy trì trạng thái cân bằng chính trị quốc tế để duy trì quyền lực và ảnh hưởng của nhà Habsburg trong các vấn đề quốc tế. Sau các cuộc chiến tranh của Napoléon, Metternich là kiến trúc sư trưởng của Đại hội Vienna năm 1815. Đế quốc Áo là nước hưởng lợi chính từ Đại hội Vienna và nó đã thiết lập một liên minh với Anh, Phổ và Nga để tạo thành Liên minh tứ cường. Đế quốc Áo cũng giành được các lãnh thổ mới từ Đại hội Vienna và ảnh hưởng của nó mở rộng ra phía bắc thông qua Liên minh các quốc gia nói tiếng Đức và cả sang Ý. Do Đại hội Vienna năm 1815, Áo là thành viên hàng đầu của Liên minh các quốc gia nói tiếng Đức. Sau Đại hội, các cường quốc châu Âu lớn nhất trí sẽ gặp nhau và thảo luận về các nghị quyết trong trường hợp có tranh chấp hoặc cách mạng trong tương lai. Do vai trò chính của Metternich trong kiến trúc của Đại hội, các cuộc họp này còn được gọi là "Đại hội Metternich" hoặc "Hệ thống Metternich". Dưới thời Metternich làm ngoại trưởng Áo, các đại hội khác sẽ nhóm họp để giải quyết các vấn đề đối ngoại của châu Âu. Chúng bao gồm các Đại hội ở Aix-la-Chapelle (1818), Carlsbad (1819), Troppau (1820), Laibach (1821), và Verona (1822). Các đại hội Metternich nhằm duy trì sự cân bằng chính trị giữa các cường quốc châu Âu và ngăn cản các nỗ lực cách mạng nhằm lật đổ các chính thể quân chủ. Các cuộc họp này cũng nhằm giải quyết các vấn đề và tranh chấp đối ngoại mà không cần dùng đến bạo lực. Nhờ những cuộc gặp gỡ này và bằng cách liên minh Đế quốc Áo với các cường quốc châu Âu khác mà các quốc vương có cùng mối quan tâm trong việc duy trì đường lối chính trị bảo thủ, Metternich đã có thể thiết lập ảnh hưởng của Đế quốc Áo đối với nền chính trị châu Âu. Ngoài ra, vì Metternich sử dụng nỗi sợ hãi về các cuộc cách mạng giữa các cường quốc châu Âu, điều mà ông cũng chia sẻ, ông đã có thể thiết lập an ninh và ưu thế của nhà Habsburg ở châu Âu.
Dưới thời Metternich, các cuộc nổi dậy theo chủ nghĩa dân tộc ở Áo, phía bắc Ý và ở các quốc gia Đức đã bị đàn áp. Tại quê nhà, ông theo đuổi một chính sách tương tự để đàn áp những lý tưởng cách mạng và tự do. Ông sử dụng Nghị định Carlsbad năm 1819, sử dụng sự kiểm duyệt nghiêm ngặt về giáo dục, báo chí và ngôn luận để đàn áp các khái niệm cách mạng và tự do. Metternich cũng sử dụng một mạng lưới gián điệp rộng khắp để giảm bớt tình trạng bất ổn.
Metternich rất tự do về vấn đề đối ngoại dưới triều đại Hoàng đế Franz II. Franz qua đời năm 1835. Ngày này đánh dấu sự suy giảm ảnh hưởng của Metternich ở Đế quốc Áo. Sau cái chết của Hoàng đế Franz II vào năm 1835, người kế vị của ông là Hoàng đế Ferdinand I không thể thực hiện quyền cai trị một cách đúng nghĩa vì ông bị thiểu năng. Quyền lãnh đạo của Đế chế Áo được chuyển giao cho một hội đồng gồm Metternich, Đại Công tước Ludwig, anh trai của Franz II và Bá tước Franz Anton Kolowrat, người sau này trở thành Bộ trưởng kiêm Thủ tướng đầu tiên của Đế quốc Áo. Các cuộc Cách mạng tự do năm 1848 ở Đế quốc Áo đã buộc Metternich phải từ chức. Metternich được nhớ đến vì thành công trong việc duy trì hiện trạng và ảnh hưởng của Habsburg trong các vấn đề quốc tế. Không có ngoại trưởng nào của Habsburg sau Metternich giữ một vị trí tương tự trong đế chế trong một thời gian dài như vậy và cũng không có ảnh hưởng lớn như vậy đối với các vấn đề đối ngoại của châu Âu.
Các sử gia thường cho rằng, thời Metternich là một thời kỳ trì trệ: Đế chế Áo không chiến tranh cũng như không tiến hành bất kỳ cuộc cải cách nội bộ triệt để nào. Tuy nhiên, nó cũng được coi là thời kỳ phát triển kinh tế và thịnh vượng của Đế quốc Áo. Dân số Áo tăng lên 37,5 triệu người vào năm 1843. Việc mở rộng đô thị cũng diễn ra và dân số của Vienna đạt 400.000 người. Trong thời kỳ Metternich, Đế quốc Áo cũng duy trì một nền kinh tế ổn định và đạt được ngân sách gần như cân bằng, mặc dù có thâm hụt lớn sau các cuộc chiến tranh Napoléon.

### Cách mạng 1848

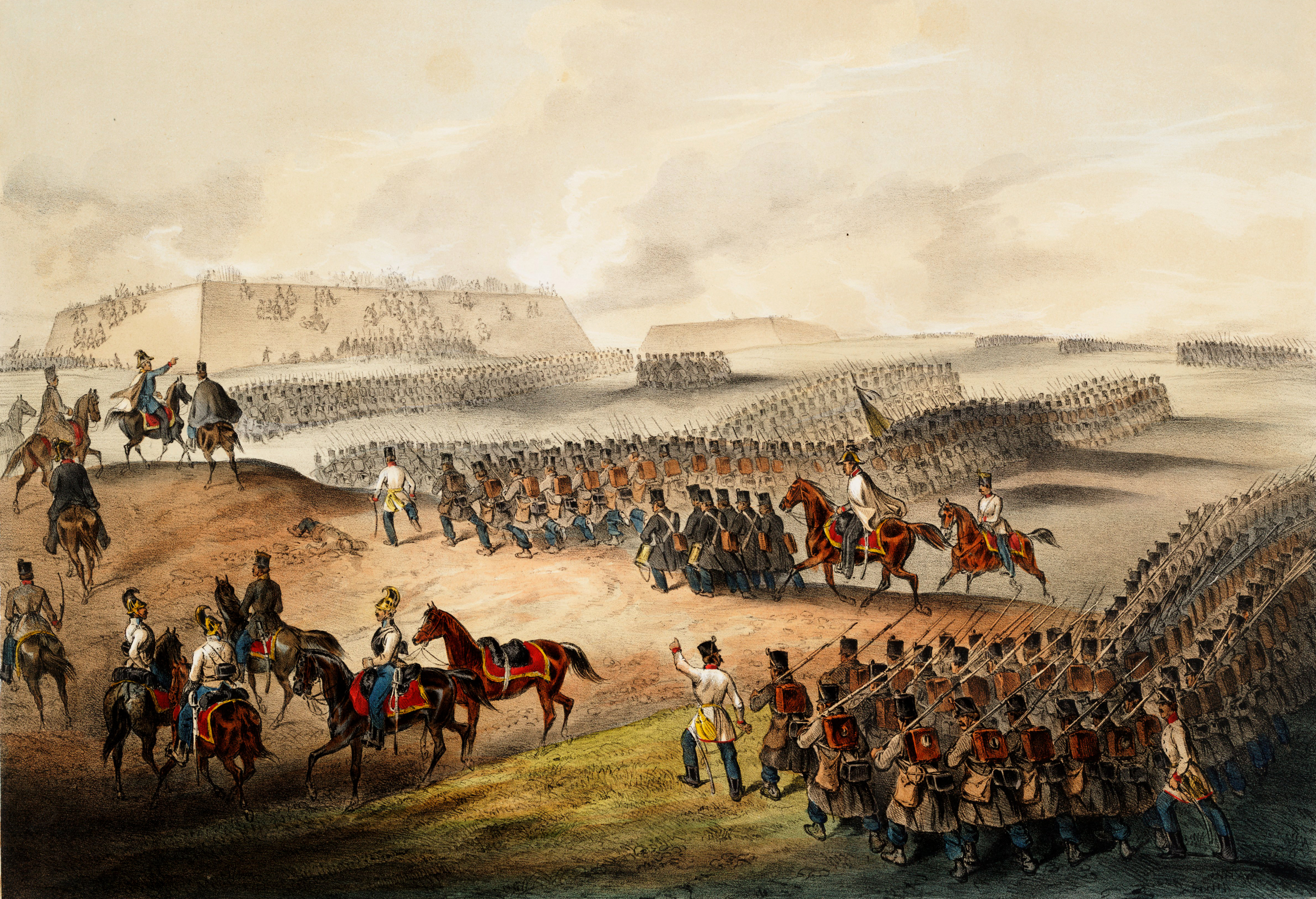
Trận Ács trong cuộc Cách mạng Hungary, 1849

Từ tháng 3 năm 1848 đến tháng 11 năm 1849, Đế quốc bị đe dọa bởi các phong trào cách mạng, hầu hết đều có tính cách dân tộc chủ nghĩa. Bên cạnh đó, các trào lưu tự do và thậm chí cả xã hội chủ nghĩa đều chống lại chủ nghĩa bảo thủ lâu đời của đế quốc. Mặc dù hầu hết các kế hoạch cách mạng đều thất bại nhưng một số thay đổi đã được thực hiện; Những cải cách quan trọng bao gồm việc bãi bỏ chế độ nông nô, bãi bỏ kiểm duyệt và lời hứa của Ferdinand I của Áo là tạo ra một hiến pháp trên toàn Đế quốc.

### Những năm dưới thời Bach
Năm 1852, sau cái chết của Hoàng thân Felix xứ Schwarzenberg, Bộ trưởng Nội vụ – Nam tước Alexander von Bach là người đề ra chính sách chủ yếu ở Áo và Hungary. Bach tập trung hóa quyền hành chính của Đế quốc Áo nhưng ông cũng tán thành các chính sách phản động làm giảm quyền tự do báo chí và từ bỏ các phiên tòa xét xử công khai. Sau đó, ông đại diện cho khuynh hướng chủ nghĩa chuyên chế (hay Klerikalabsolutist) mà đỉnh điểm là hiệp ước vào tháng 8 năm 1855 đã trao cho Giáo hội Công giáo La Mã quyền kiểm soát giáo dục và cuộc sống gia đình. Thời kỳ này trong lịch sử của Đế quốc Áo được gọi là kỷ nguyên của chủ nghĩa tân chuyên chế hay chủ nghĩa chuyên chế của Bach.

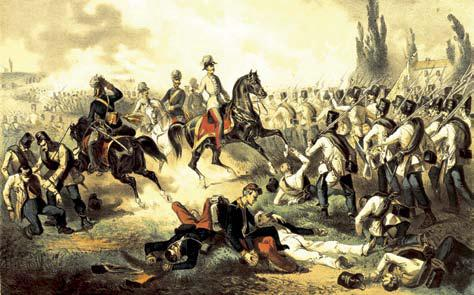
Hoàng đế Áo Franz Joseph I cùng với quân của ông trong trận Solferino, 1859

Các trụ cột của cái gọi là hệ thống Bach (Hệ thống Bachsches), theo cách nói của Adolf Fischhof, là bốn "đội quân": một đội quân đứng của những người lính, một đội quân ngồi là những viên chức, một đội quân quỳ gối của các linh mục và một đội quân bợ đỡ, nịnh hót của những kẻ lén lút. Các nhà tù chứa đầy tù nhân chính trị như nhà báo và nhà văn dân tộc chủ nghĩa người Séc Karel Havlíček Borovský, người đã bị trục xuất bắt buộc (1851–1855) đến Brixen. Cuộc lưu đày này đã làm suy yếu sức khỏe của Borovský và ông qua đời ngay sau đó. Vụ này khiến Bach mang tiếng xấu trong cộng đồng người Séc và sau đó dẫn đến sự lớn mạnh của phong trào dân tộc chủ nghĩa Séc.
Tuy nhiên, quan điểm tư tưởng thoải mái của Bach (ngoài chủ nghĩa tân chuyên chế) đã dẫn đến sự trỗi dậy mạnh mẽ của tự do kinh tế vào những năm 1850. Các thuế quan nội địa được bãi bỏ và nông dân được giải phóng khỏi các nghĩa vụ phong kiến.
Với tư cách là nhà lãnh đạo của Liên minh các quốc gia nói tiếng Đức Đức, Áo đã tham gia cùng các tình nguyện viên trong Chiến tranh Schleswig lần thứ nhất (1848–1850).
Vương quốc Sardegna liên minh với Pháp để chinh phục Lombardia-Veneto. Áo đã bị đánh bại trong cuộc xung đột vũ trang năm 1859. Các hiệp ước Villafranca và Zürich đã loại bỏ Lombardia, ngoại trừ phần phía đông của sông Mincio, nơi được gọi là Mantovano.

### Sau năm 1859
Hiến pháp năm 1861 tạo ra Thượng viện (Herrenhaus) và Hạ nghị viện (Abgeordnetenhaus). Nhưng hầu hết các quốc gia theo chế độ quân chủ vẫn không hài lòng.
Sau cuộc chiến thứ hai với Đan Mạch năm 1864, Holstein nằm dưới sự quản lý của Áo, Schleswig và Lauenburg dưới sự quản lý của Phổ. Nhưng những khó khăn nội tại vẫn tiếp diễn. [14] Nghị viện thay thế quốc hội ở 17 tỉnh, người Hungary đòi quyền tự trị và Venezia bị thu hút bởi nước Ý hiện đã thống nhất.
Sau khi Áo bị đánh bại trong chiến tranh Áo-Phổ năm 1866 và Liên minh các quốc gia nói tiếng Đức bị giải thể, Thỏa hiệp Áo-Hung năm 1867 đã được thông qua. Với Thỏa hiệp này, Vương quốc Hungary và Đế quốc Áo với tư cách là hai thực thể riêng biệt đã kết hợp với nhau trên cơ sở bình đẳng để hình thành Chế độ quân chủ kép Áo-Hung.
Tên viết tắt thường dùng K.u.K. (Kaiserliche und Königliche, "Hoàng đế và Vương thất") không đề cập đến chế độ quân chủ kép đó mà bắt nguồn từ năm 1745, khi phần "Vương thất" ám chỉ Vương quốc Hungary.

## Chính sách đối ngoại

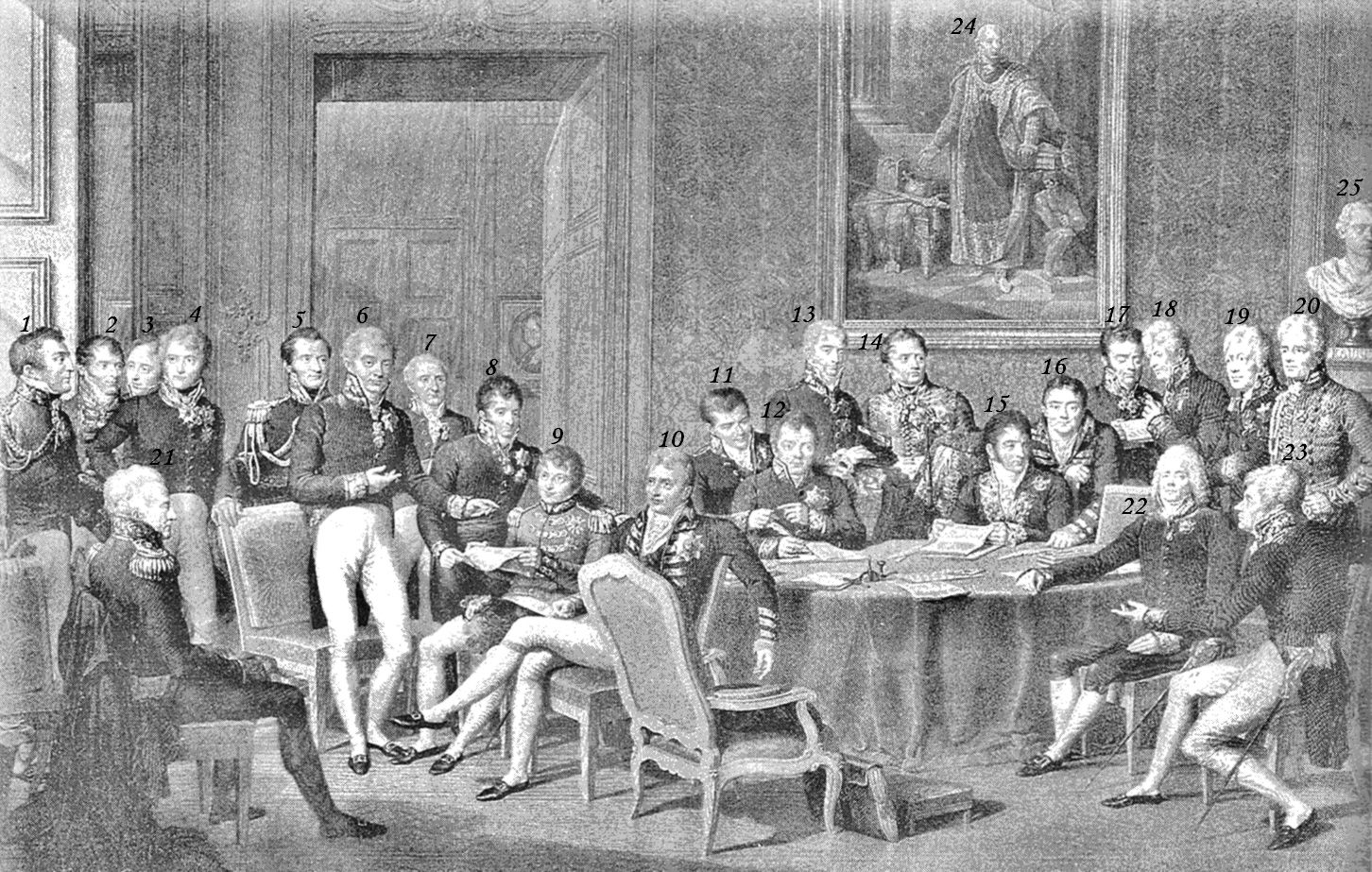
Metternich cùng với Wellington, Talleyrand và các nhà ngoại giao châu Âu khác tại Đại hội Vienna, 1815

Chiến tranh Napoléon đã chi phối chính sách đối ngoại của Áo từ năm 1804 đến năm 1815. Quân đội Áo là một trong những lực lượng đáng gờm nhất mà người Pháp phải đối mặt. Sau khi Phổ ký hiệp ước hòa bình với Pháp vào ngày 5 tháng 4 năm 1795, Áo buộc phải gánh vác gánh nặng chiến tranh chính với nước Pháp thời Napoléon trong gần mười năm. Điều này đã gây quá tải nghiêm trọng cho nền kinh tế Áo khiến cuộc chiến không còn được dân chúng ủng hộ. Hoàng đế Franz II do đó đã từ chối tham gia thêm bất kỳ cuộc chiến nào chống lại Napoléon trong một thời gian dài. Mặt khác, Franz II tiếp tục âm mưu về khả năng trả thù chống lại Pháp, ký một thỏa thuận quân sự bí mật với Đế quốc Nga vào tháng 11 năm 1804. Công ước này nhằm đảm bảo sự hợp tác lẫn nhau trong trường hợp nổ ra một cuộc chiến mới chống lại Pháp.
Dù không sẵn lòng gia nhập Liên minh thứ ba nhưng Áo đã xiêu lòng bởi sự trợ cấp của Anh. Nhưng Áo đã rút khỏi cuộc chiến một lần nữa sau thất bại quyết định trong trận Austerlitz. Mặc dù ngân sách của Áo bị ảnh hưởng bởi các khoản chi tiêu thời chiến và vị thế quốc tế của nước này bị suy giảm đáng kể nhưng Hiệp ước Pressburg nhục nhã đã mang lại nhiều thời gian để củng cố quân đội và kinh tế. Hơn nữa, Đại Công tước Karl và Johann Philipp von Stadion đầy tham vọng không bao giờ từ bỏ mục tiêu tiếp tục chiến tranh với Pháp.

Đế quốc Áo năm 1812

Công tước Karl của Áo từng là Người đứng đầu Hội đồng Chiến tranh và Tổng tư lệnh quân đội Áo. Được trời phú cho sức mạnh mở rộng, ông đã cải tổ Quân đội Áo để chuẩn bị cho một cuộc chiến khác. Johann Philipp von Stadion, bộ trưởng ngoại giao, có hiềm khích cá nhân với Napoléon do bị Napoléon tịch thu tài sản của ông ở Pháp. Ngoài ra, người vợ thứ ba của Franz II, Maria Ludovika của Áo-Este, đồng ý với những nỗ lực của Stadion để bắt đầu một cuộc chiến mới. Klemens Wenzel von Metternich lúc đó đang ở Paris đã kêu gọi tiến hành cẩn thận trong trường hợp chiến tranh chống lại người Pháp. Sự thất bại của quân đội Pháp trong trận Bailén ở Tây Ban Nha vào ngày 27 tháng 7 năm 1808 đã châm ngòi cho cuộc chiến. Vào ngày 9 tháng 4 năm 1809, một lực lượng Áo gồm 170.000 người đã tấn công Bayern.
Bất chấp những thất bại quân sự — đặc biệt là các trận Marengo, Ulm, Austerlitz và Wagram — và hậu quả là bị mất lãnh thổ trong suốt các cuộc chiến tranh Cách mạng và Napoléon (Hiệp ước Campo Formio năm 1797, Lunéville năm 1801, Pressburg năm 1806, và Schönbrunn năm 1809), Áo vẫn đóng một vai trò quyết định trong việc lật đổ Napoléon trong các chiến dịch 1813–14. Áo đã tham gia vào cuộc xâm lược Pháp lần thứ hai vào năm 1815 và chấm dứt chế độ của Murat ở miền nam nước Ý.
Giai đoạn sau của Chiến tranh Napoléon, Metternich có ảnh hưởng lớn đến chính sách đối ngoại của Đế quốc Áo, một vấn đề trên danh nghĩa do Hoàng đế quyết định. Metternich ban đầu ủng hộ một liên minh với Pháp, dàn xếp cuộc hôn nhân giữa Napoléon và con gái của Franz II, Marie-Louise; tuy nhiên, đến chiến dịch năm 1812, ông đã nhận ra sự sụp đổ không thể tránh khỏi của Napoléon và đưa Áo tham chiến chống lại Pháp. Ảnh hưởng của Metternich tại Đại hội Vienna là rất lớn. Ông không chỉ trở thành chính khách hàng đầu ở châu Âu mà còn là người cai trị ảo của Đế quốc cho đến năm 1848 – Năm của những cuộc cách mạng – và sự trỗi dậy của chủ nghĩa tự do tương đương với sự sụp đổ chính trị của ông. Kết quả là Đế quốc Áo được coi là một trong những cường quốc sau năm 1815 nhưng cũng là một thế lực phản động và là trở ngại cho khát vọng dân tộc ở Ý và Đức.
Trong thời gian này, Metternich đã có thể duy trì sự cân bằng phức tạp giữa Phổ, các quốc gia ít người Đức hơn và Áo trong Liên minh các quốc gia Đức. Nhờ những nỗ lực của ông, Áo được coi là đối tác cao cấp cùng với Phổ trông nom toàn bộ các vùng lãnh thổ nói tiếng Đức. Hơn nữa, Metternich phản đối sự suy yếu của nước Pháp hậu Napoléon và xem chế độ quân chủ mới ở Paris như một công cụ hữu hiệu trong việc giữ Nga ở vị thế cô lập. Từ năm 1815 đến năm 1848, Metternich đã lèo lái chính sách đối ngoại của Đế quốc Áo và thực tế là đường lối của cả châu Âu và cố gắng duy trì hòa bình trên lục địa này bất chấp các phong trào tự do và cấp tiến ngày càng tăng ở hầu hết các cường quốc. Việc từ chức của ông vào năm 1848, do những người ôn hòa trong triều đình và những người theo đường lối cách mạng trên đường phố ép buộc có thể đã khiến các cuộc cách mạng lan rộng khắp các chế độ quân chủ. Người ta cho rằng sự ra đi của Metternich đã khuyến khích các phe phái tự do ở Áo và Hungary, nhưng điều này không thể được xác nhận một cách chắc chắn.

## Lãnh thổ

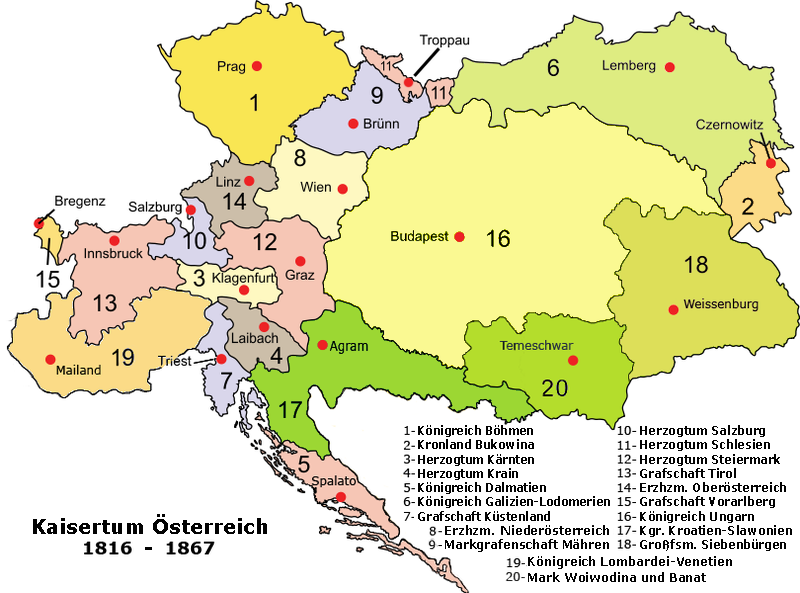
Đế quốc Áo, trong thời kỳ 1816-1867

Lãnh thổ thuộc quyền kiểm soát của Đế quốc Áo từ sau Đại hội Vienna năm 1815 gồm có:
- Đại Công quốc Áo (Erzherzogtum Österreich):
  - Hạ Áo (Erzherzogtum Österreich unter der Enns)
  - Thượng Áo (Erzherzogtum Österreich ob der Enns)
- Công quốc Salzburg (Herzogtum Salzburg), 1815–1850 là quận Salzach (Salzachkreis) của Thượng Áo
- Công quốc Steiermark (Herzogtum Steiermark)
- Thân vương quận Tyrol cùng với Vorarlberg (Gefürstete Grafschaft Tirol mit dem Lande Vorarlberg), được tách ra vào năm 1861
- Vương quốc Illyria (Königreich Illyrien), được chia nhỏ vào năm 1849/1850:
  - Công quốc Kärnten (Herzogtum Kärnten)
  - Công quốc Krain (Herzogtum Krain)
  - Lãnh thổ duyên hải (Küstenland)
    - Thân vương quận Gorizia và Gradisca (Gefürstete Grafschaft Görz und Gradisca)
    - Thành phố tự do hoàng gia Trieste (Triest)
    - Phiên hầu quốc Istria (Markgrafschaft Istrien)
- Lãnh thổ vương quyền Bohemia – gồm Vương quốc Bohemia, Margraviate của Moravia
  - Vương quốc Bohemia (Königreich Böhmen)
  - Phiên hầu quốc Mähren (Markgrafschaft Mähren)
  - Công quốc Schlesien (Herzogtum Schlesien)
- Vương quốc Galicia và Lodomeria (Königreich Galizien und Lodomerien) cùng với:
  - Công quốc Bukowina, tách ra vào năm 1850
- Vương quốc Hungary (Königreich Ungarn) (cho đến năm 1867)
- Vương quốc Lombardia–Veneto (Lombardo-Venezianisches Königreich), mất năm 1859/1866
- Đại Thân vương quốc Siebenbürgen (Großfürstentum Siebenbürgen) (cho đến năm 1867)
- Lãnh địa sứ quân Serbia và Banat của Temeschwar (Woiwodschaft Serbien und Temescher Banat), từ năm 1849 được sáp nhập vào Hungary và Slavonia năm 1860
  - Lãnh địa sứ quân Serbia, thực thể tự trị trên thực tế vào năm 1848/49 nhưng không được công nhận chính thức
  - Banat
- Vương quốc ba ngôi Croatia, Slavonia và Dalmatina (Dreieinige Königreich Kroatien, Slawonien und Dalmatien)[17]
  - Vương quốc Slavonia (Königreich Slawonien)
  - Vương quốc Dalmazia (Königreich Dalmatien) (cho đến năm 1862)
  - Biên giới quân sự Croatia (Kroatische Militärgrenze)
  - Biên giới quân sự Slavonia (Slawonische Militärgrenze)
- Biên giới quân sự (Militärgrenze)
  - Biên giới quân sự Banat (Banater Militärgrenze)
  - Biên giới quân sự Siebenbürgen (Siebenbürger Militärgrenze) sáp nhập vào Siebenbürgen năm 1853

Các lãnh thổ cũ của nhà Habsburg ở hải ngoại (thuộc Pháp, Đức và Thuỵ Sĩ ngày nay) đã bị mất trong Hiệp ước Pressburg năm 1805. Từ năm 1850 Vương quốc Croatia, Vương quốc Slavonia và Biên giới quân sự hợp thành một lãnh thổ duy nhất với cơ quan đại diện quản lý cấp tỉnh và bộ máy quân sự tách biệt.

## Giáo dục
Tiếng Đức là ngôn ngữ chính bậc giáo dục đại học của đế quốc.

## Thư viện ảnh

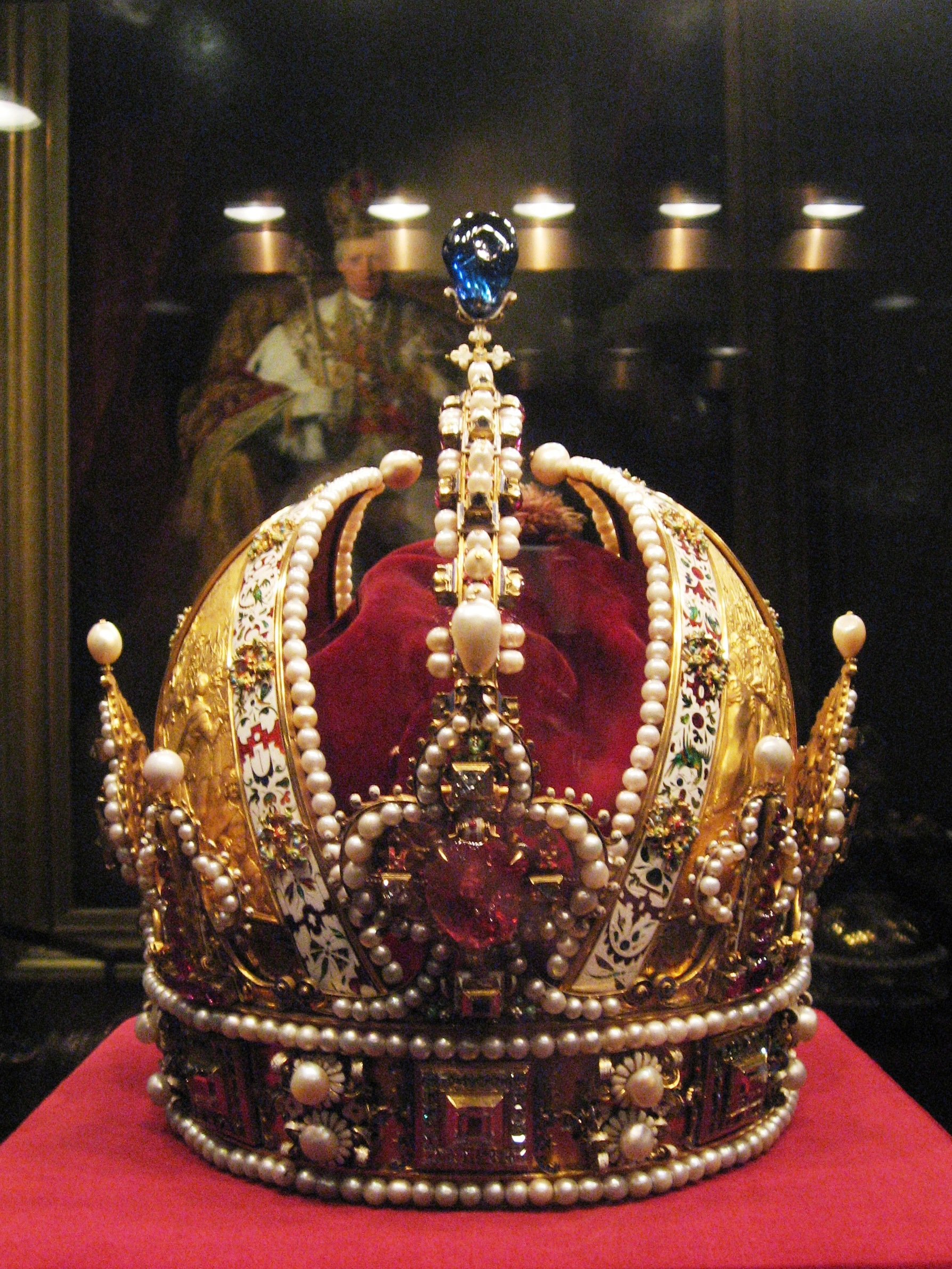
'Hauskrone' của Rudolph II, sau này là vương miện của Đế quốc Áo
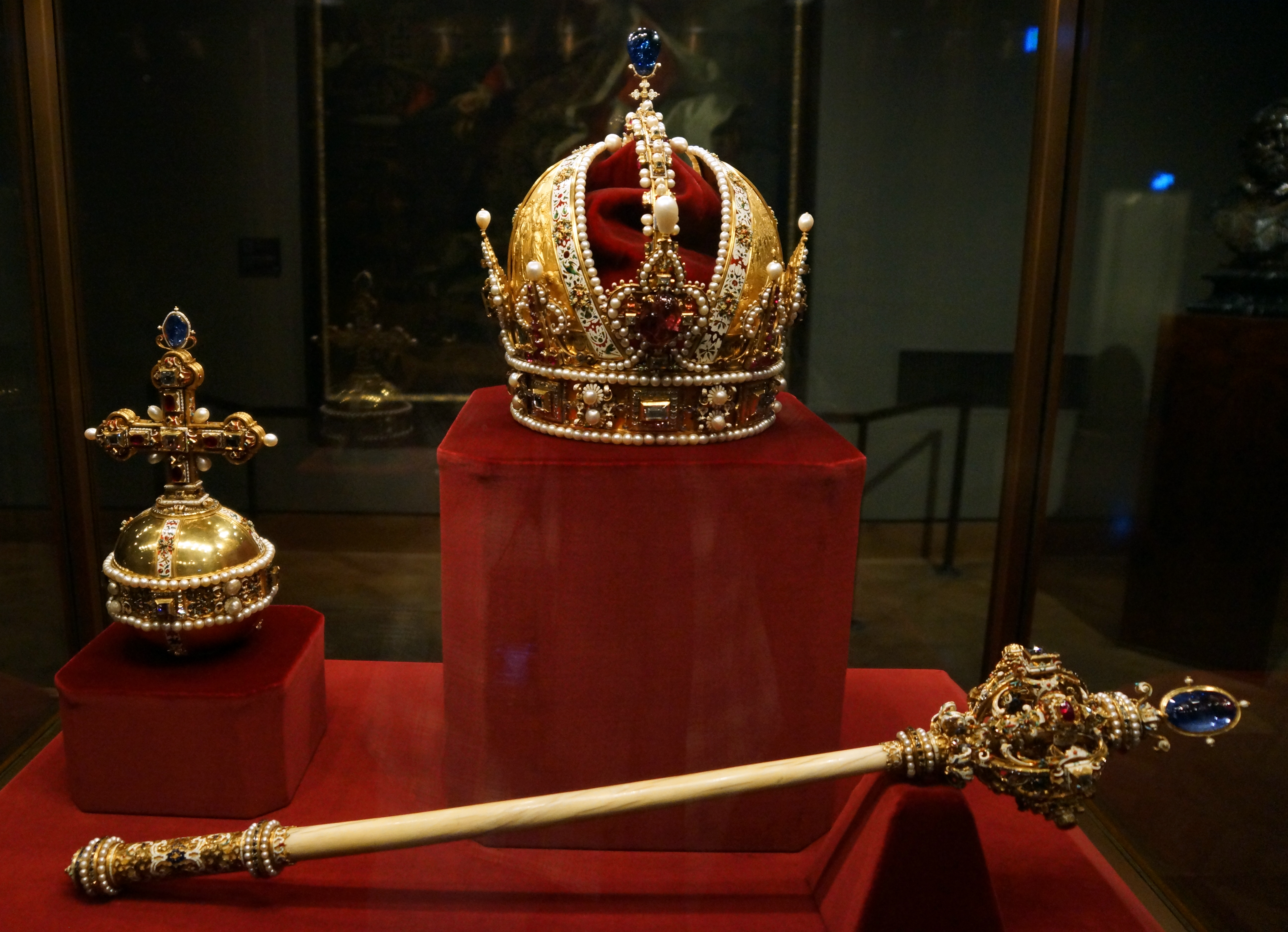
các món phục sức của vua của Áo
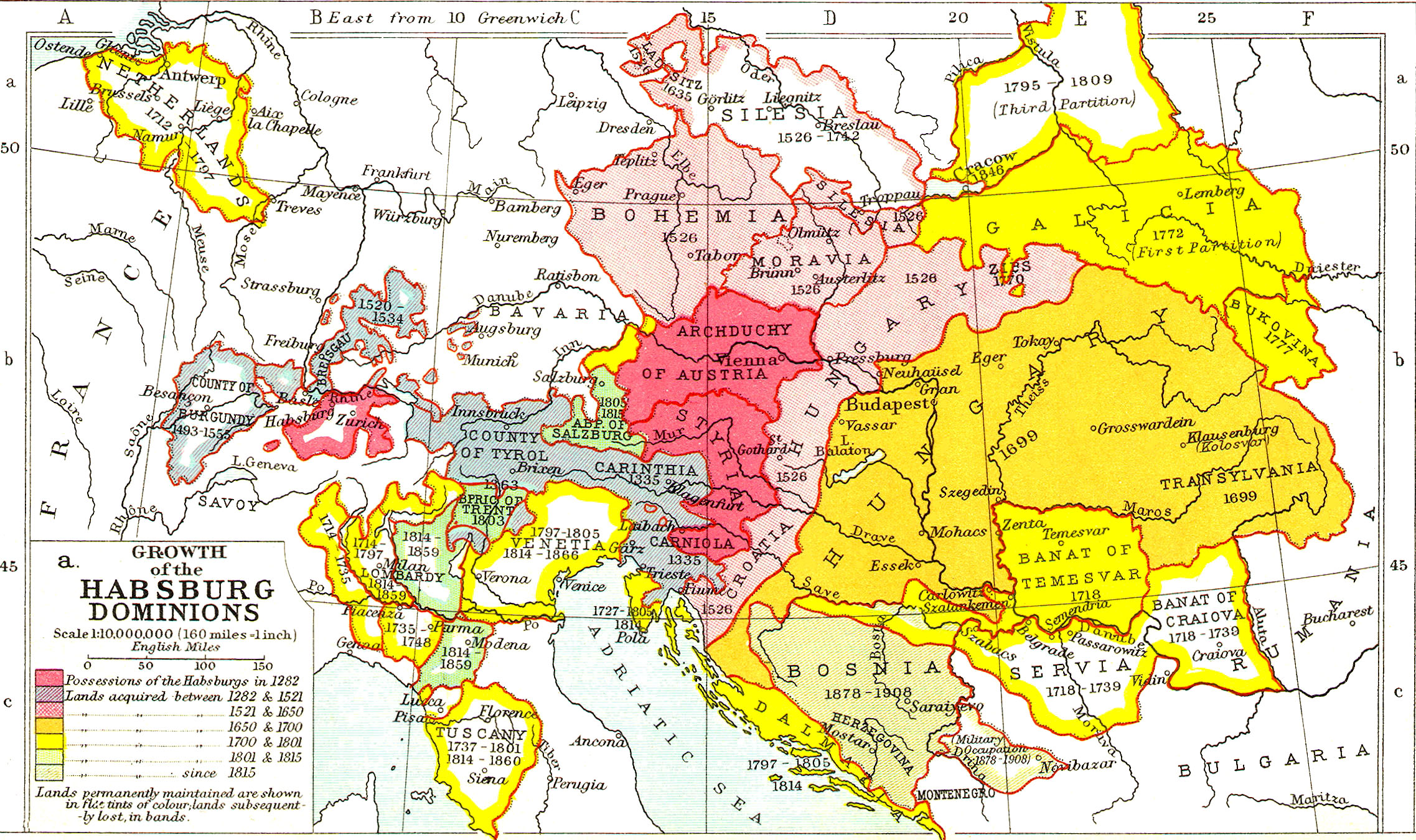
Sự phát triển của chế độ quân chủ Habsburg
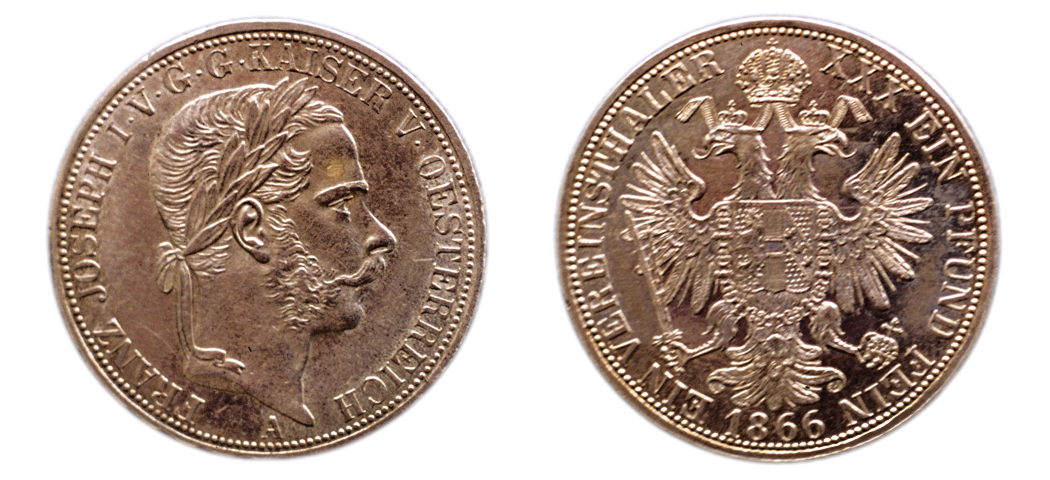
Vereinstaler năm 1866
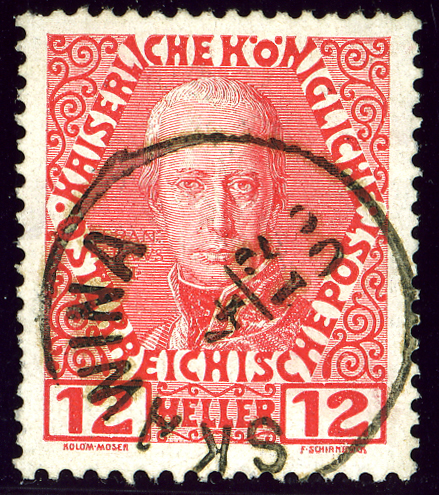
Tem bưu chính mô tả Franz I
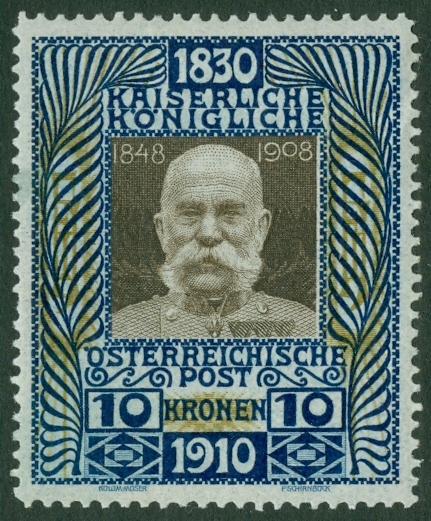
Tem bưu chính mô tả Franz Joseph I
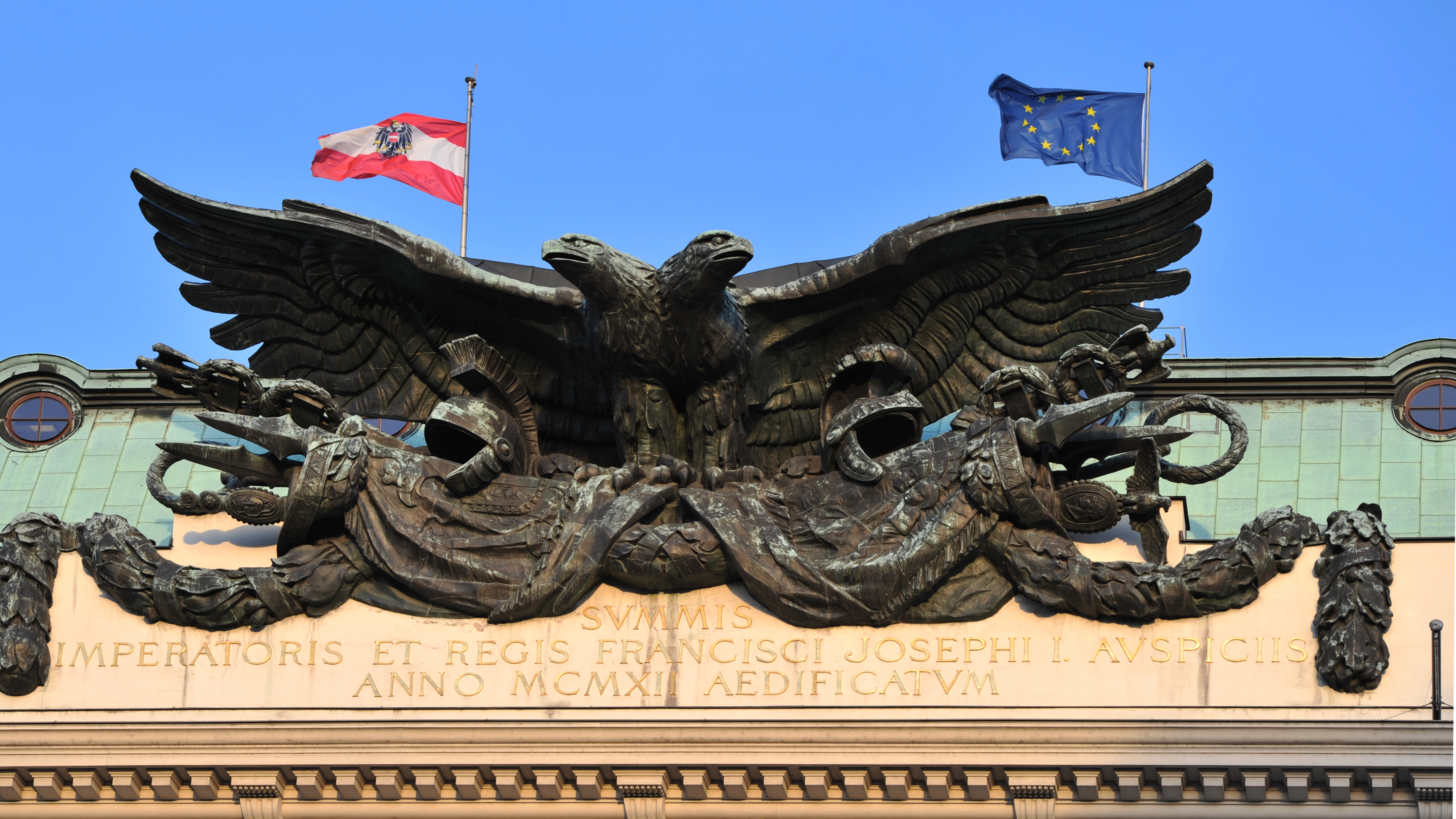
Đại bàng hai đầu tại Bộ Chiến tranh ở Vienna